# GeForce 2
GeForce 2 (nazwa kodowa NV15) – druga generacja procesorów graficznych serii GeForce firmy Nvidia. Układy wspierały API DirectX w wersji 7 lub starsze oraz OpenGL 1.2 lub starsze.

## GeForce 2 GTS

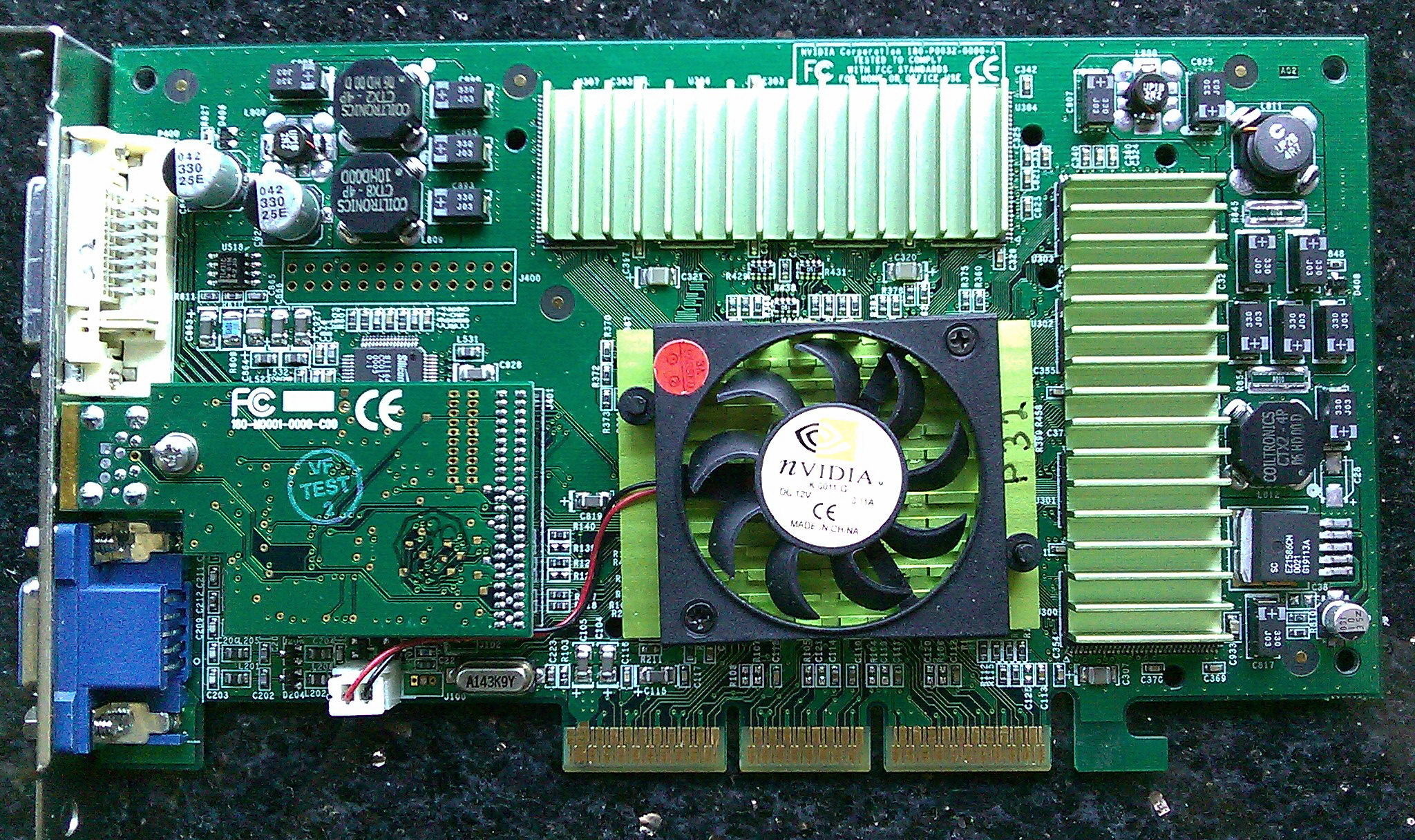
NVIDIA GeForce2 Ultra

Pierwszym modelem drugiej generacji, jaki pojawił się na rynku, był GeForce 2 GTS (połowa 2000 roku). Skrót GTS (od ang. Giga Texel Shader) zawdzięcza faktowi, że jako pierwszy układ na rynku konsumenckim przekroczył wydajność 1 mld tekseli na sekundę osiągając wydajność 1,6 mld tekseli na sekundę.
Układ produkowany był w wymiarze technologicznym 0,18 mikrometra i składał się z 25 mln tranzystorów, pracował z częstotliwością 200 MHz. Standardowo wykorzystywał pamięci DDR, w maksymalnej ilości 32 MiB, pracujące z częstotliwością 333 (2×166) MHz. W porównaniu do swojego poprzednika GeForce 256 posiadał 2, a nie 1 jednostkę teksturowania na każdy z 4 potoków. Z uwagi na większą częstotliwość poprzednika i wprowadzone usprawnienia w układzie T&L mógł przeliczyć 25 mln trójkątów na sekundę.
Innym usprawnieniem wprowadzonym w tym układzie był HDVP (z ang. High Definition Video Processor). Procesor wideo, który wykonywał część obliczeń przy obróbce obrazu z DVD oraz obrazu w standardzie HDTV. Istotną nowością była również jednostka NSR (ang. Nvidia Shading Rasterizer), która umożliwiała bardziej zaawansowane obliczenia oświetlenia prezentowanej sceny, z dokładnością do jednego piksela (tzw. per-pixel lighting). Była to de facto prymitywna forma Pixel shadera. Pozwalało to uzyskać efekt bump mappingu. Wprowadzono również zaawansowaną technikę antialiasingu z nadpróbkowaniem: Full Scene Anti-Aliasing z następującymi trybami skalowania: 1,5x, 2x oraz 4x. Układ ten obsługiwał zarówno kompresję tekstur S3TC, jak i DXTC.

## Późniejsze odmiany
Późniejsze odmiany GeForce 2 przeznaczone dla wymagających użytkowników to wersje oznaczone jako Ultra, Pro oraz Ti. Wszystkie te odmiany w odróżnieniu do GTS mogły obsłużyć maksymalnie 64 MiB pamięci.
Pierwsza ukazała się odmiana Ultra (pod koniec 2000 roku). Od GTS różniła się zwiększoną częstotliwością układu o 50 MHz oraz o 63,5 MHz dla pamięci (czyli w trybie DDR 127 MHz), czyli wynosiły odpowiednio 250 i 460 MHz dla układu i pamięci. W architekturze nie wprowadzono żadnych modyfikacji. Często przypisuje się ten odmianie nazwę kodową NV16. Jest to nazwa, jaką nVidia nadała w późniejszym czasie wersji NV15BR.
Następną odmianą jaka się ukazała była Pro. Również nie różniła się pod względem architektury od GTS. Różnica była jedynie w częstotliwości pamięci, która została podniesiona do 400 MHz.
Ostatnią odmianą jest Ti (od Titanium, czyli Tytan). Nazwa kodowa tej odmiany to NV15DDR, lecz często błędnie można spotkać przypisanie tej odmianie nazwę kodową NV16. Odmiana ta została wykonana w nowocześniejszym procesie technologicznym, tj. 0,15 mikrometra. Częstotliwości pracy tej odmiany wynoszą odpowiednio dla układu i pamięci 250 oraz 400 MHz. Wraz z wprowadzeniem tej wersji zaprzestano produkcji poprzednich odmian.
| Odmiana                                | GeForce 2 GTS | GeForce 2 Ultra | GeForce 2 Pro | GeForce 2 Ti |
| -------------------------------------- | ------------- | --------------- | ------------- | ------------ |
| Nazwa kodowa                           | NV15          | NV15BR/NV16     | NV15          | NV15DDR      |
| Wymiar technologiczny (mikrometry)     | 0,18          | 0,18            | 0,18          | 0,15         |
| Częstotliwość układu (MHz)             | 200           | 250             | 200           | 250          |
| Częstotliwość pamięci (MHz)            | 333           | 460             | 400           | 400          |
| Fill Rate (Megapikseli/s)              | 800           | 1000            | 800           | 1000         |
| Fill Rate (Megatekseli/s)              | 1600          | 2000            | 1600          | 2000         |
| Trójkątów na sekundę (w mln)           | 25            | 31              | 25            | 31           |
| Szybkość komunikacji z pamięcią (GB/s) | 5,3           | 7,4             | 6,4           | 6,4          |

## GeForce 2 MX

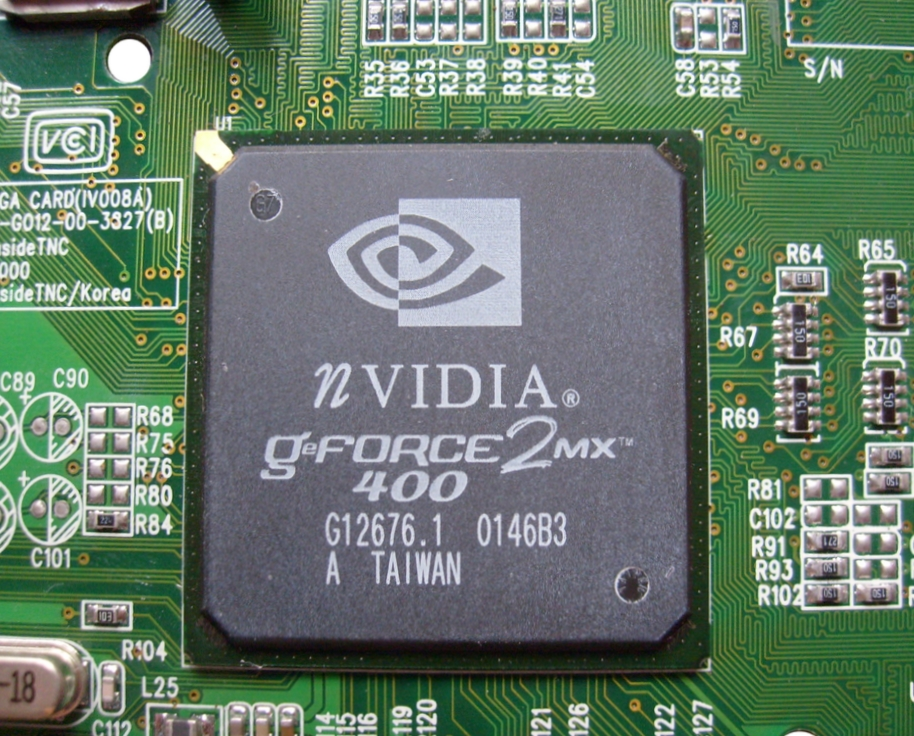
Procesor graficzny karty GeForce 2 MX 400

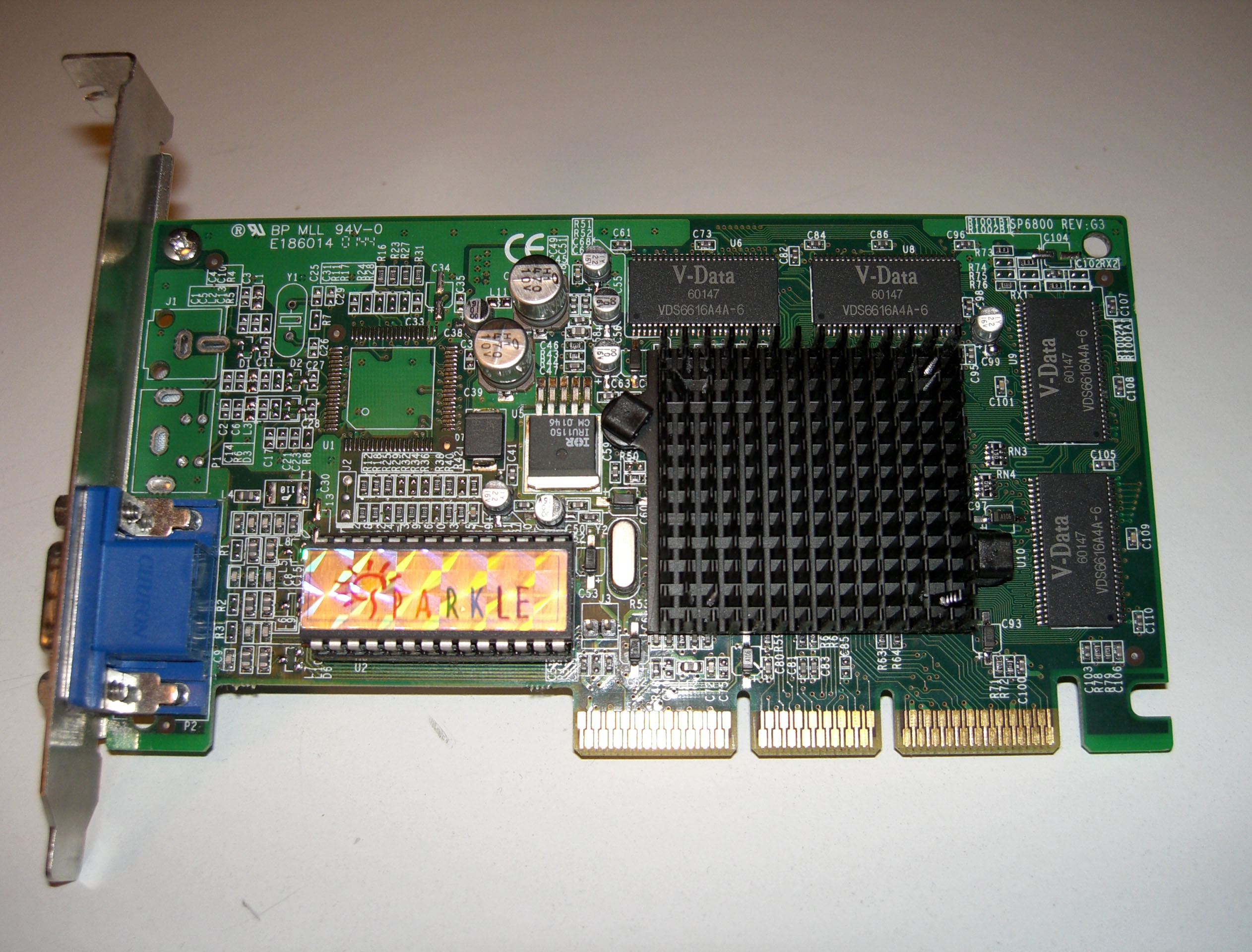
Karta graficzna z układem GeForce 2 MX 400

Układy GeForce 2 MX (nazwa kodowa NV11, często mylnie NV12) były przeznaczony na rynek masowy. Produkowane w procesie produkcyjnym 0,18 mikrometra. W porównaniu do „pełnej” wersji GeForce 2 GTS ma mniej, bo tylko 2 potoki teksturowania (GTS ma 4), które również mają po 2 jednostki teksturujące. Częstotliwość pracy układu została obniżona do 175 MHz a pamięci do 166 MHz. Zamiast pamięci DDR można było stosować SDR, przy czym DDR mogły pracować jedynie przy 64-bitowej szerokości szyny a SDR 128-bitowej. Maksymalny rozmiar możliwej do zamontowania pamięci został ograniczony do 32 MB. Został również nieco uproszczony procesor HDVP. Zmiany poczynione w układzie miały za zadanie zmniejszyć koszty produkcji oraz zapotrzebowanie na energię. Dzięki temu układ nie musiał mieć zainstalowanego aktywnego chłodzenia.
By zwiększyć atrakcyjność tych układów i móc zaspokoić nieco inne potrzeby docelowych odbiorców nVidia zdecydowała się dodać dwie nowe technologie do tego układu. Pierwsza to TwinView umożliwiająca podłączenie jednocześnie dwóch urządzeń wyświetlających różny obraz, przy czym nie musiały być to identyczne odbiorniki. Można było podłączyć monitor CRT i telewizor czy monitory CRT i LCD. Drugą nowością było Digital Vibrant Control, który umożliwiał zaawansowane ustawienie nasycenia kolorów.
W późniejszym okresie były dostępne inne odmiany tego układu. Są to MX100, MX200, MX400 oraz MXPro. Odmiana MX100 a zwłaszcza MXPro były bardzo rzadko spotykane. Na stronach internetowych firmy nVidia nie ma na ich temat nawet wzmianki. Kolejność ukazywania się odmian tego układu jest następująca: GeForce 2 MX, GeForce 2 MXPro, GeForce 2 MX200, GeForce 2 MX400, GeForce 2 MX100. Wersje MX200 i MX400 pojawiły się jednocześnie i zastąpiły poprzednie odmiany. Podział taki został zastosowany by „zatkać” lukę po układzie RIVA TNT2 m64, którego produkcji zaprzestano. Na jego miejsce wprowadzono układ MX200, a jednocześnie miejsce GeForce 2 MX zastąpiła odmiana MX400. Pod koniec istnienia tych układów wprowadzono odmianę MX100 dla najmniej wymagających użytkowników.
W układzie MX100 została ograniczona szerokość szyny danych pomiędzy układem a pamięcią do 32 bitów przy zastosowaniu pamięci SDR, a jej wielkość została ograniczona do 16 MB (były też wersje z 8 MB).
MX200 tym różnił się od pierwowzoru („zwykłego” GeForce 2 MX), że miał maksymalną szerokość szyny danych 64 bity przy zastosowaniu pamięci SDR. Pod innymi względami nie różnił się od GeForce 2 MX.
MX400 jest takim samym układem jak GeForce 2 MX, ale podniesiono w nim nieco częstotliwość pracy układu do 200 MHz.
MXPro (nazwa kodowa NV11BR) różnił się jedynie częstotliwością, w tym wypadku pamięci, która wynosiła 183 MHz.
| Odmiana                                | GeForce 2 MX              | GeForce 2 MXPro | GeForce 2 MX 100 | GeForce 2 MX 200          | GeForce 2 MX 400          |
| -------------------------------------- | ------------------------- | --------------- | ---------------- | ------------------------- | ------------------------- |
| Nazwa kodowa                           | NV11                      | NV11            | NV11             | NV11                      | NV11                      |
| Wymiar technologiczny (mikrometry)     | 0,18                      | 0,18            | 0,18             | 0,18                      | 0,18                      |
| Szerokość szyny danych                 | 64/128 bit SDR lub 64 DDR | 64 bit DDR      | 32 bit SDR       | 64 bit SDR lub 64 bit DDR | 64/128 bit SDR lub 64 DDR |
| Częstotliwość układu (MHz)             | 175                       | 175             | 175              | 175                       | 200                       |
| Częstotliwość pamięci (MHz)            | 166                       | 183             | 166              | 143                       | 166                       |
| Fill Rate (Megapikseli/s)              | 350                       | 350             | 350              | 350                       | 400                       |
| Fill Rate (Megatekseli/s)              | 700                       | 700             | 700              | 700                       | 800                       |
| Trójkątów na sekundę (w mln)           | 20                        | 20              | 20               | 20                        | 25                        |
| Szybkość komunikacji z pamięcią (GB/s) | 2,7                       | 2,7             | 0,7              | 1,3                       | 2,7                       |

## Inne odmiany
Na bazie GeForce 2 MX powstały układy przeznaczone do urządzeń przenośnych takich jak laptopy. Nazwa marketingowa tych układów to GeForce 2 Go a nazwa kodowa to NV11M. Dostępne były następujące odmiany:
- GeForce 2 Go – GeForce 2 MX z systemem zarządzania energią, obniżonym taktowaniem układu do 143 MHz, pamięcią w ilości maksymalnie 32 MB. Pamięci to SDR o 128-bit szynie danych
- GeForce 2 Go 100 – GeForce 2 MX z systemem zarządzania energią, stosowany z 32-bitową pamięcią DDR
- GeForce 2 Go 200 – GeForce 2 MX z systemem zarządzania energią, stosowany z 64-bitową pamięcią DDR

Również na bazie NV11 zbudowano układ NV11GL, który posłużył do zbudowania Quadro 2 MXR oraz Quadro 2 EX. Podobnie na bazie NV15 skonstruowano NV15GL, którego nazwa marketingowa to Quadro 2 Pro.

## Dodatkowe informacje
Rodzina układów GeForce 2 konkurowała z następującymi układami:
- ATI Radeon VE
- ATI Radeon 7000
- ATi Radeon 7500
- 3dfx Voodoo 5
- PowerVR Series 3 Kyro
- PowerVR Series 3 Kyro II

GeForce 2 GTS, Ultra, Pro oraz Ti zostały zastąpione układami GeForce 3. GeForce MX we wszystkich odmianach zostały zastąpione układami GeForce 4 MX. Układy te były bliższe konstrukcyjnie układom GeForce 2 niż GeForce 4 o czym może świadczyć fakt, że ich nazwa kodowa to NV17.
Wprowadzenie odmiany GeForce 2 Pro wprowadziło spore zamieszanie na rynku. Przed pojawieniem się tej wersji układu producenci zwykli mianem Pro określać karty GeForce 2 GTS zawierające niestandardowe wyposażenie takie jak dodatkowe wyjście DVI, VIVO lub czujniki monitorujące temperaturę.